# توماس في. جونز
توماس في. جونز (بالإنجليزية: Thomas Victor Jones)‏ هو مهندس فضاء جوي ومهندس أمريكي، ولد في 21 يوليو 1920، وتوفي في 7 يناير 2014 بسبب مرض.